# Diethard Schütze

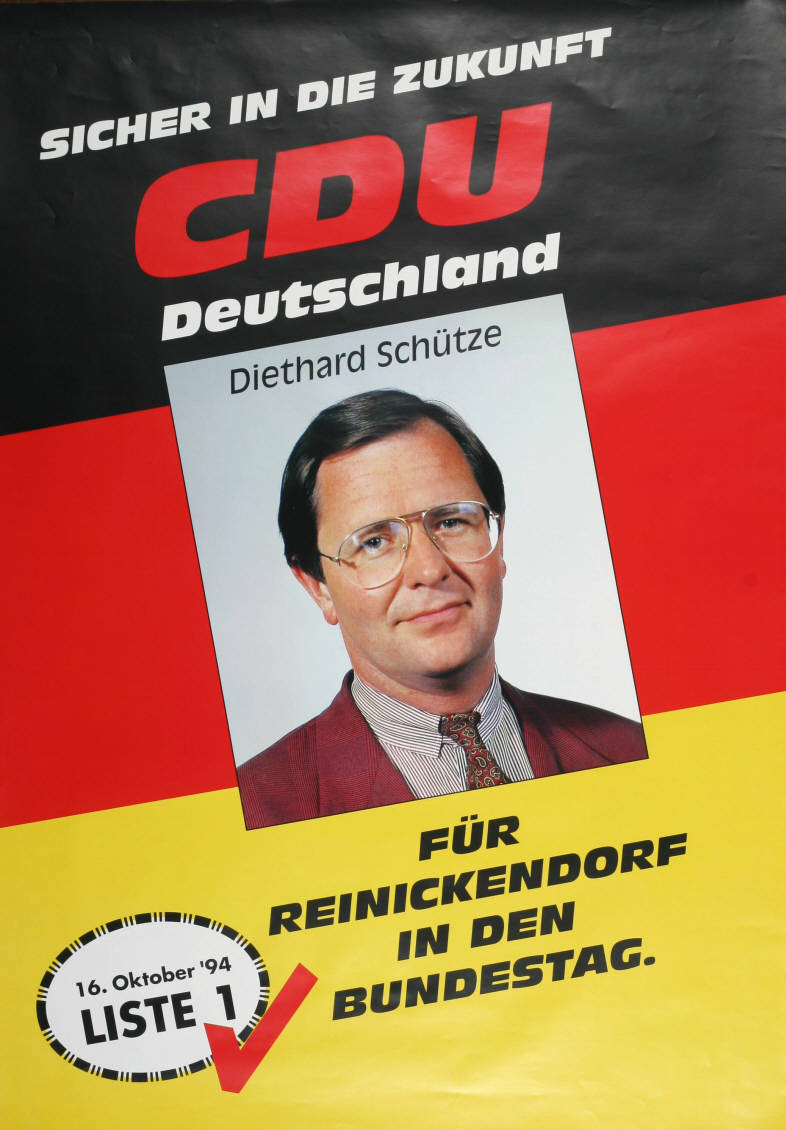
Kandidatenplakat zur Bundestagswahl 1994

Diethard Schütze (* 18. November 1954 in Berlin) ist ein deutscher Politiker (CDU).
Nach seinem Abitur am Humboldt-Gymnasium in Berlin 1973 studierte Schütze von 1974 bis 1979 Rechtswissenschaften an der Freien Universität Berlin und machte 1979 sein erstes, 1981 sein zweites juristisches Staatsexamen. 1982 wurde er selbständiger Rechtsanwalt in Berlin. Er ist Mitglied im Deutschen Anwaltverein und im Deutschen Juristentag.
1973 trat Schütze der CDU bei. Dort war er zunächst von 1974 bis 1975 Landesvorsitzender der Berliner Schülerunion, danach von 1975 bis 1979 Vorsitzender der Jungen Union Reinickendorf. 1989 wurde er Kreisvorsitzender der CDU Reinickendorf und 1998 stellvertretender Landesvorsitzender der CDU Berlin.
Von 1979 bis 1981 saß Schütze in der Bezirksverordnetenversammlung Berlin-Reinickendorf. Von 1981 bis 1994 war er Mitglied des Berliner Abgeordnetenhauses, dort war er von 1991 bis 1994 stellvertretender Vorsitzender der CDU-Fraktion. Nachdem ihm bei der Bundestagswahl 1994 der Einzug in den Deutschen Bundestag gelungen war, legte er sein Abgeordnetenhausmandat nieder. 1994 zog Schütze über das Direktmandat im Bundestagswahlkreis Berlin-Reinickendorf, 1998 über die Landesliste der Berliner CDU in den Deutschen Bundestag ein.

## Weblink
- Biographie beim Deutschen Bundestag

| Personendaten    | Personendaten                  |
| ---------------- | ------------------------------ |
| NAME             | Schütze, Diethard              |
| KURZBESCHREIBUNG | deutscher Politiker (CDU), MdB |
| GEBURTSDATUM     | 18. November 1954              |
| GEBURTSORT       | Berlin                         |